# Osiedle Piastowskie (Inowrocław)
Osiedle Piastowskie w Inowrocławiu – drugie co do wielkości (po os. Rąbin) osiedle w Inowrocławiu, położone w jego wschodniej części. 
Obecnie wyróżnia się Piastowskie I, II i III. Osiedle rozciąga się z zachodu (ul. Cegielna) na wschód (ul. Długa) oraz z północy (ul. św. Ducha) na południe (ul. Marulewska).

## Komunikacja
Na terenie osiedla znajdują się 4 pętle autobusowe obsługiwane przez MPK Inowrocław. 

### Przystanek: Krzywoustego Czarnieckiego
- Linia nr 12 kierunek: ŁOKIETKA-SZPITAL-MĄTWY
- Linia nr 27 kierunek: KOPERNIKA–OSIEDLE RĄBIN-ZIARNIAKA

### Przystanek: Łokietka Pawilon
- Linia nr 1 kierunek: MARULEWSKA

### Przystanek: Łokietka Początkowy
- Linia nr 1  kierunek: LAUBITZA–DWORZEC PKP
- Linia nr 1  kierunek: MARCINKOWSKIEGO-DWORZEC PKP
- Linia nr 4  kierunek: KOPERNIKA–DWORZEC PKP
- Linia nr 4  kierunek: SZYMBORZE–MĄTWY
- Linia nr 12 kierunek: SZPITAL–MĄTWY
- Linia nr 12 kierunek: TORUŃSKA
- Linia nr 21 kierunek: SZPITAL-OSIEDLE RĄBIN-DWORZEC PKP

### Przystanek: Marulewska Pętla
- Linia nr 1  kierunek: ŁOKIETKA–KOPERNIKA–DWORZEC PKP
- Linia nr 7  kierunek: MARCINKOWSKIEGO–DWORZEC PKP (kursuje od 31 października do 2 listopada)
- Linia nr 10 kierunek: TORUŃSKA
- Linia nr 10 kierunek: SZPITAL–OSIEDLE RĄBIN–SOLANKI–MARCINKOWSKIEGO–DWORZEC PKP
- Linia nr 13 kierunek: OSIEDLE RĄBIN (kursuje od 31 października do 2 listopada)

## Szkolnictwo
- Przedszkole Niepubliczne "Pod Tęczą"
- Przedszkole nr 14
- Przedszkole Niepubliczne "Piastuś"
- Szkoła Podstawowa nr 11
- Szkoła Podstawowa nr 8

## Zabudowa osiedla
Przeważają bloki 4 piętrowe, wyjątkiem są wieżowce (11 pięter) na "Piastowskim III", przy ulicy Lipowej. W południowej części osiedla występuje zabudowa domów jednorodzinnych (wzdłuż ulicy Marulewskiej).

## Handel
Na osiedlu znajduje się wiele sklepów oraz markety takie jak: Netto, Delikatesy Centrum.

## Inne
- 1. Urząd Pracy, ul. św. Ducha 90 (od 28.01.2008 przeniesiony do dzielnicy Mątwy)
- 2. Oddane do użytku w 2007 roku nowoczesne boisko sportowe na "Piastowskim III"